# Karlsruher Fussball Verein 1891
El Karlsruher Fussball Verein 1891 és un club de futbol alemany de la ciutat de Karlsruhe a l'estat de Baden-Württemberg.

## Història[1]

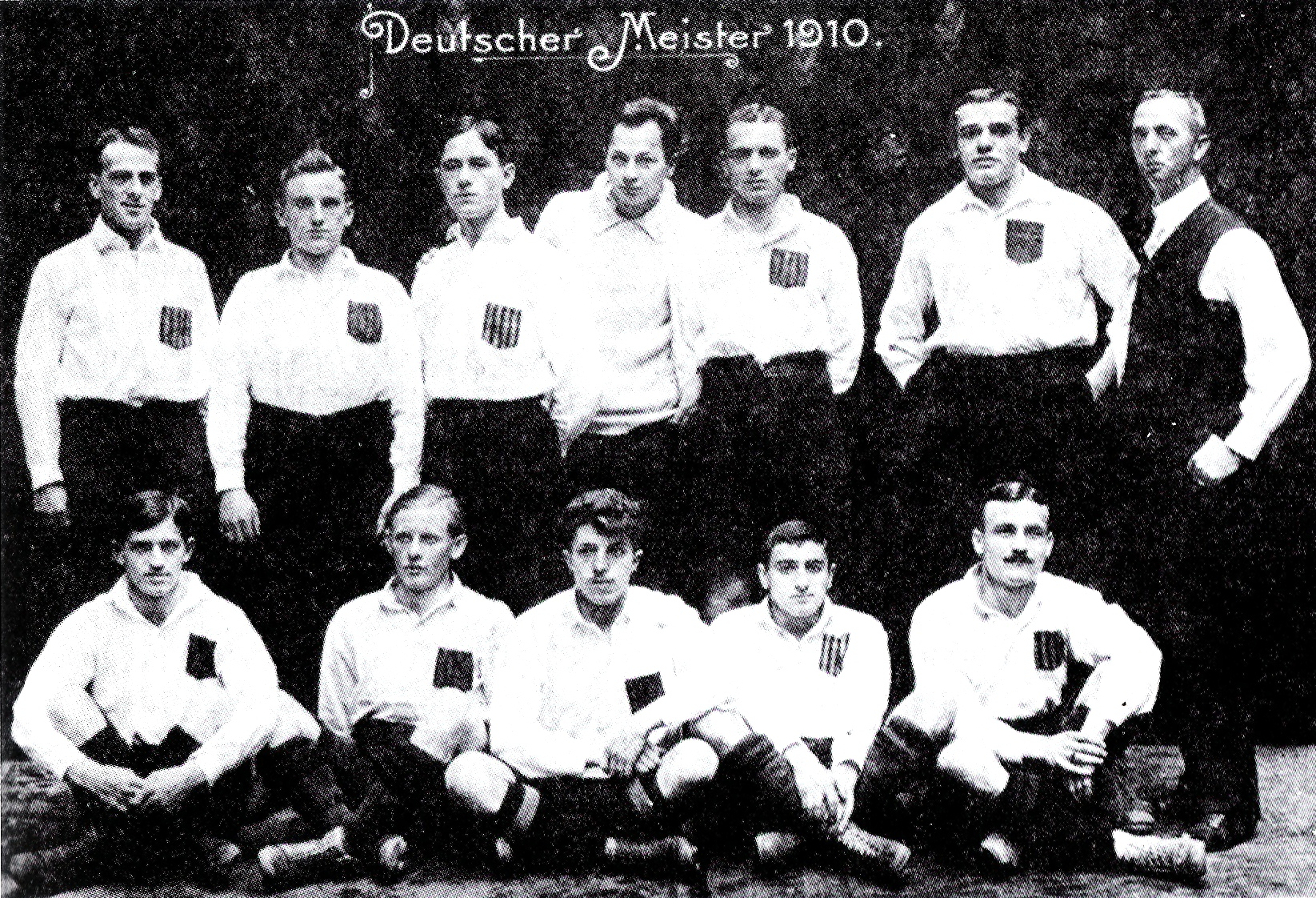
Equip campió el 1910.

El club va ser fundat el 17 de novembre de 1891. El cofundador del club, Walther Bensemann, creà el Internationalen FC Karlsruhe, primer club del sud d'Alemanya, el 1889. Aquest club ingressà al KFV el 1894. Fou un dels equips membres fundadors de la Federació Alemanya de Futbol l'any 1900. Fou un dels clubs destacats a l'Alemanya anterior a la I Guerra Mundial. Guanyà el campionat del Sud d'Alemanya vuit cops entre 1901 i 1912, i arribà a la final del campionat alemany els anys 1905, 1910, i 1912. El 1910, guanyà el títol nacional en una victòria per 1 a 0 sobre el Holstein Kiel.
Des de 1908 disputà la Südkreis-Liga, que guanyà els anys 1910, 1911 i 1912. Durant aquests anys destacà al club Gottfried Fuchs, el qual marcà 10 gols contra Rússia amb la selecció alemanya. Després de la I Guerra Mundial disputà la Kreisliga Südwest i la Bezirksliga Württemberg-Baden, guanyant diversos campionats.
El 1933 ingressà a la Gauliga Baden, un dels campionats en què es reorganitzà el futbol alemany amb el Tercer Reich. Després de la II Guerra Mundial participà en l'Oberliga Süd, en la primera i més tard en la segona categoria. Després jugà a l'Amateurliga Nordbaden (III), Kreisliga (V) fins que desaparegué per problemes econòmics l'octubre de 2004. El club retornà al futbol amateur l'any 2007.

## Palmarès
- Lliga alemanya de futbol
  - 1910
- Campionat del Sud d'Alemanya

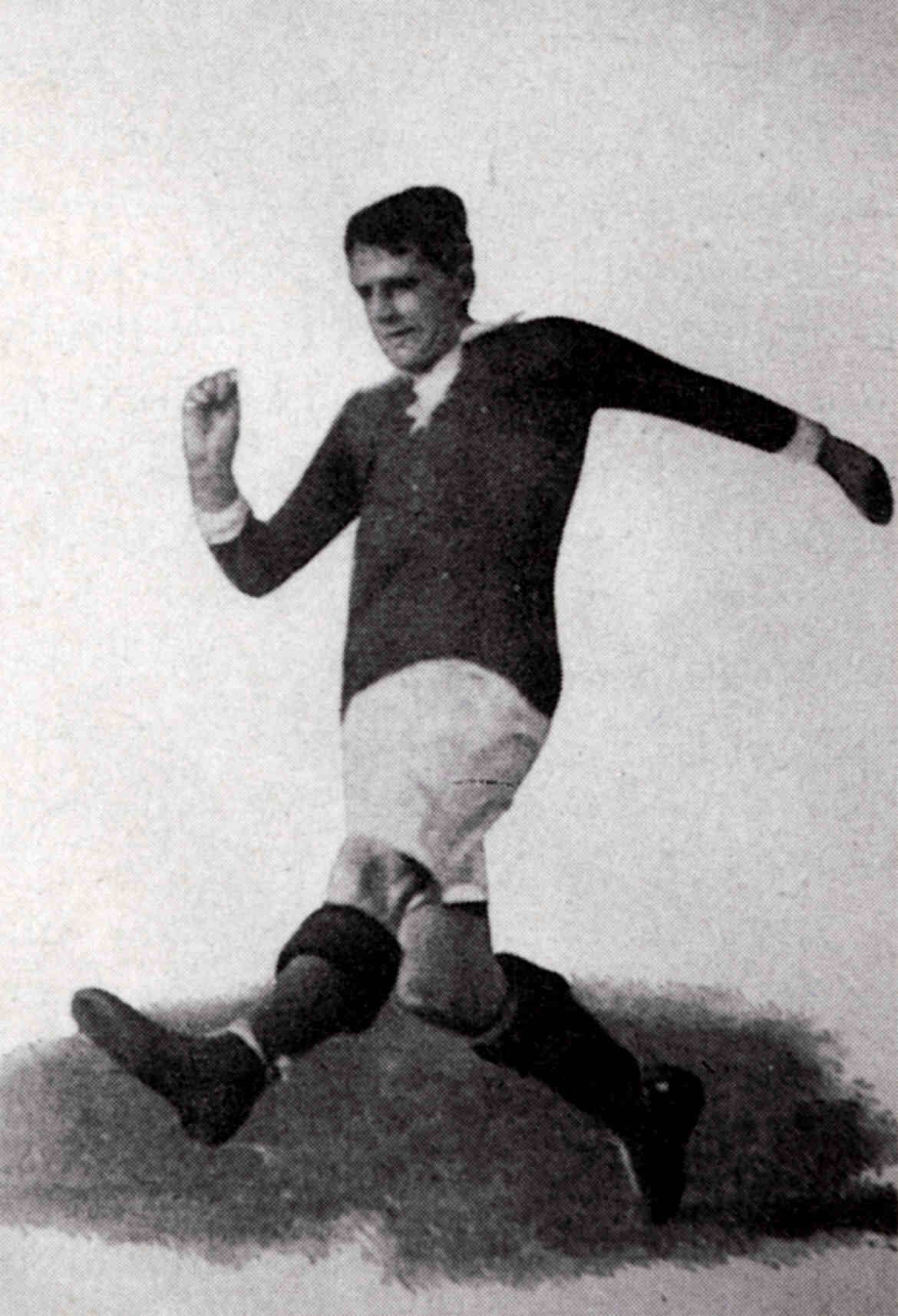
Gottfried Fuchs.

  - 1901, 1902, 1903, 1904, 1905, 1910, 1911, 1912
- Südkreis-Liga (I)
  - 1910, 1911, 1912
- Kreisliga Südwest (I)
  - 1922
- Bezirksliga Württemberg-Baden (I)
  - 1927
- Bezirksliga Baden (I)
  - 1928, 1929, 1931, 1932
- Copa Baden Nord
  - 1961, 1962, 1965